# 발티어
발티어(자기명칭: بلتی / སྦལ་ཏི།, 영어: Balti Language)는 파키스탄령 발티스탄과 인도령 라다크 지역에서 사용되는 티베트어군의 언어이다. 티베트어와 연관되어 있으나, 오늘날의 표준 티베트어에서는 발음되지 않는 고대 티베트어의 많은 소리들을 그대로 보존하고 있다.

## 같이 보기
- 길기트발티스탄
- 발티족